# Барк

Вітрильне озброєння чотирищоглового барка.

Барк (нід. bark) — велике вітрильне судно з прямими вітрилами на всіх щоглах, окрім кормової (бізань-щогла), на якій розташовані косі вітрила. На барку не менше трьох щогл.

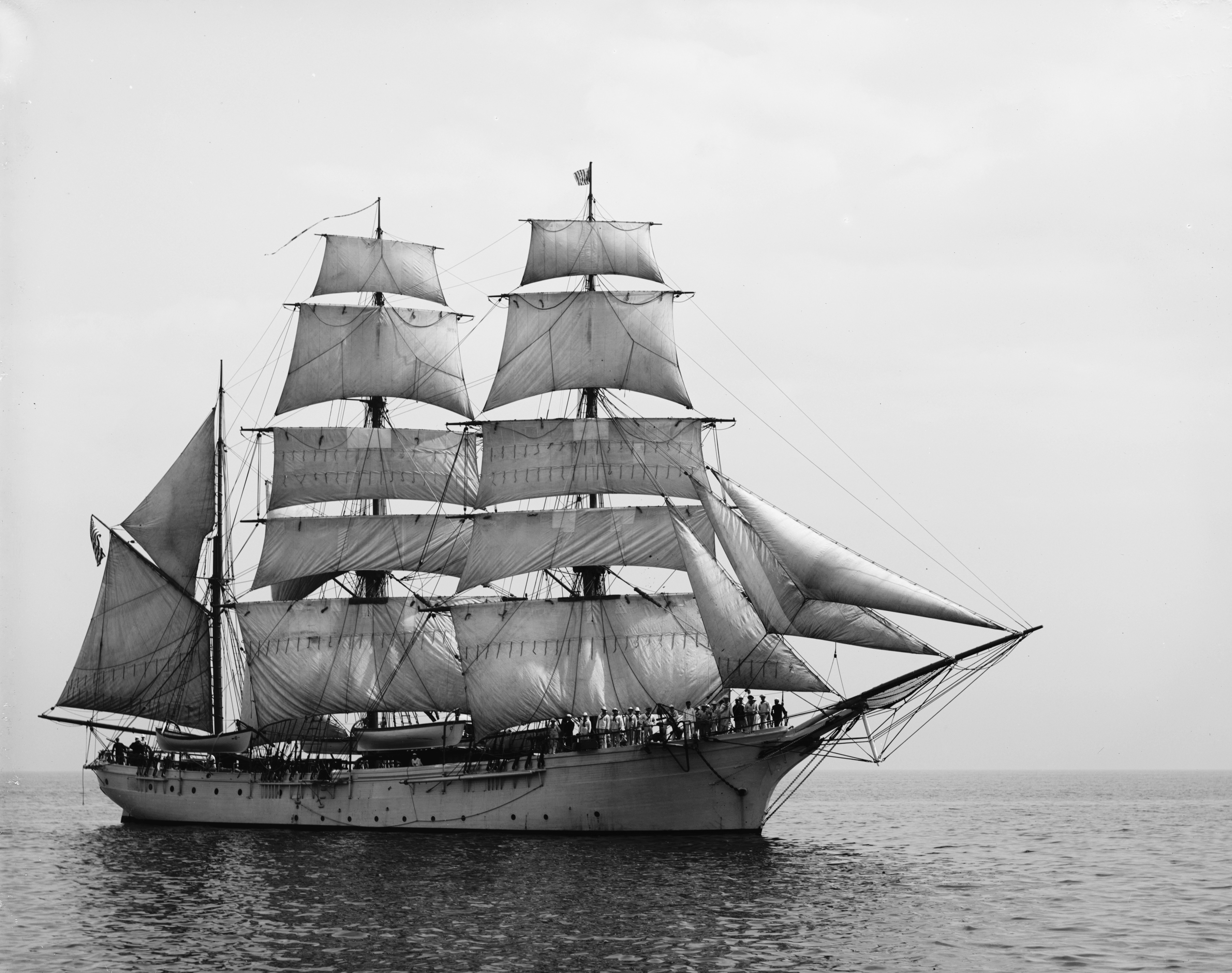
Трищогловий барк (US Revenue Cutter Salmon P. Chase, 1878–1907)
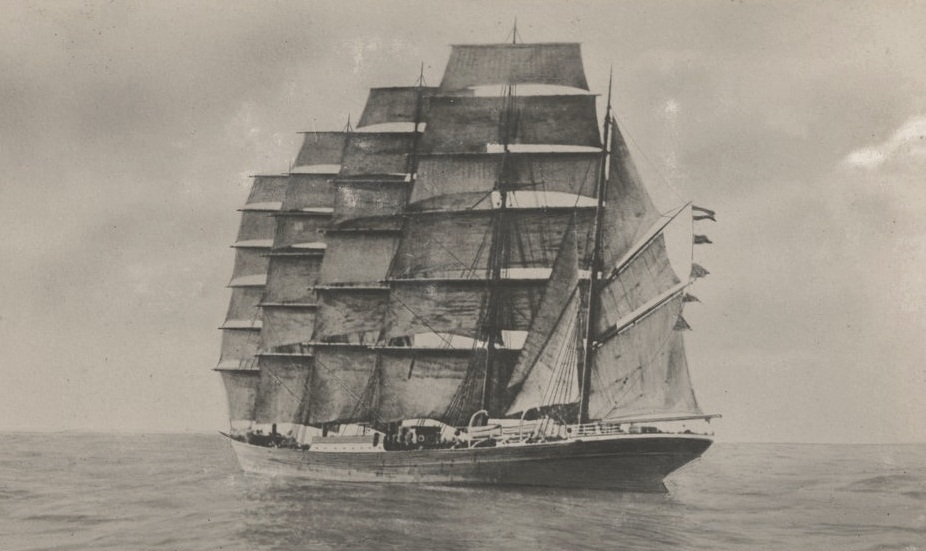
П'ятищогловий барк "Potosi" (1900-1910)
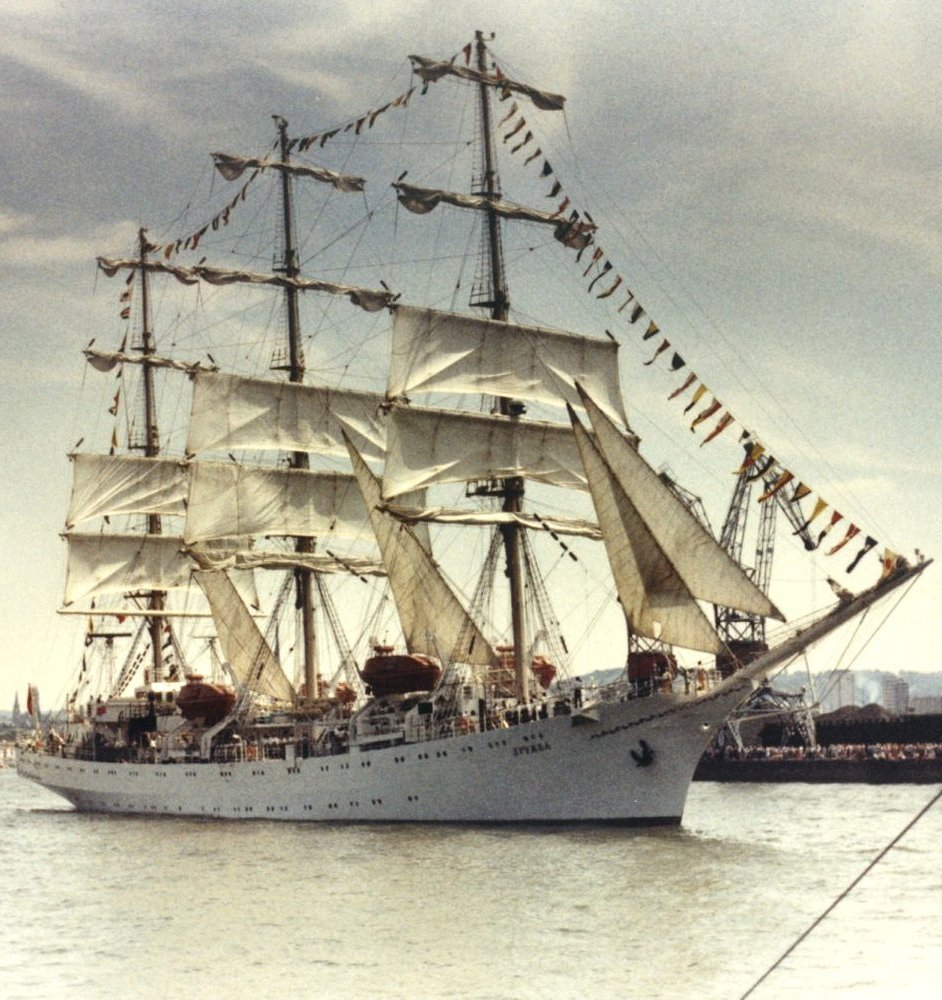
Навчальний вітрильник «Дружба» (1989)